# Skorowidz miejscowości i dóbr tabularnych Galicji
Skorowidz miejscowości i dóbr tabularnych Galicji – publikacje informacyjno-statystyczne.
Skorowidze podają wykaz miejscowości i ich właścicieli tabularnych, z oznaczeniem parafii rz-kat i gr-kat, sądów, poczty. Późniejsze skorowidze zawierają też liczbę ludności i dane o powierzchni gruntów rolnych, łąk i lasów.
Autorami skorowidzów byli: Hipolit Stupnicki, Konrad Orzechowski, Jan Bigo, Tadeusz Pilat (miejscowości), Ignacy Szczerbowski (leśny).